# Dermestes floricola
Dermestes floricola is een keversoort uit de familie spektorren (Dermestidae). De wetenschappelijke naam van de soort werd in 1806 gepubliceerd door Frederick Ernst Melsheimer.